# Milíkov (Karlovy Vary)
Milíkov é uma comuna checa localizada na região de Karlovy Vary, distrito de Cheb‎.